# Extrateritorialitate
Extrateritorialitatea este un regim  special aplicat în relațiile reciproce dintre state, referitor la privilegiile sau imunitățile acordate unor persoane ori instituții străine, care sunt tratate ca și când s-ar afla pe teritoriul național, adică subiectul este exceptat de la jurisdicția legilor locale. 
Din punct de vedere istoric, extrateritorialitatea era aplicată în primul rând indivizilor, deoarece jurisdicția era, de obicei, solicitată mai degrabă pentru oameni decât pentru terenuri. Extrateritorialitatea poate fi aplicată locurilor fizice, precum ambasadelor, bazelor militare a statelor străine, sau birourilor unor organizații internaționale, precum Organizația Națiunilor Unite. 
Cele trei cazuri cele mai comune recunoscute astăzi la nivel internațional se referă la persoanele și bunurile șefilor de stat, persoanele și bunurile ambasadorului și ale altor diplomați și navele în apele internaționale. 

## Formele extrateritorialității
În trecut, statele epoci premoderne revendicau suveranitatea asupra persoanei, creând ceea cea devenit cunoscut ca „jurisdicție personală”. Cum persoanele călătoreau în state diferite, aceasta făcea ca, în cadrul jurisdicției teritoriale, anumite persoane să se găsească sub legile statului în care nu își avea reședința. Extrateritorialitatea, în acest caz, apărea din interacțiunea dintre cele două concepte de competență, personală și teritorială, când legile erau aplicate mai degrabă cui era o persoană decât unde se afla.
În zilele noastre, extrateritorialitatea poate lua diferite forme. Cele mai cunoscute exemple sunt extrateritorialitatea diplomatică, în care diplomații și bunurile lor nu se supun legilor legilor statelor gazdă, ci mai degrabă legilor statelor de origine ale diplomaților. 

Pe de altă parte, mai multe state reclamă în virtutea doctrinelor jurisdicției universale  dreptul de judecată a combatanților străini sau a celor care comit violări ale drepturilor omului indiferent de naționalitatea acelor persoane sau de locul în care respectivele crime au fost înfăptuite. Aceasta se extinde și în domeniul codurilor interne de procedură penală: de exemplu, Republica Populară Chineză pretinde dreptul de a urmări în judecată cetățenii chinezi pentru crime comise în străinătate, iar Canada își arogă dreptul să urmărească în justiție pe cetățenii canadieni care se fac vinovați de abuzuri sexuale asupra minorilor oriunde în lume.
În cazul unor tratate militare sau comerciale, unele națiuni pot ceda altor state jurisdicția legală asupra bazelor sau porturilor de pe teritoriul național. De exemplu, Japonia a cedat jurisdicția asupra bazelor militare americane din Okinawa tribunalelor militare ale SUA conform unor înțelegeri bilaterale.
În ceea ce privește dreptul maritim, vasele aflate apele internaționale sunt guvernate de legile statelor în care sunt înregistrate vasele. Acest lucru poate fi considerat ca o formă de extrateritorialitate, în care jurisdicția unei națiuni se extinde ca atare dincolo de frontiera ei.

## Cazuri istorice

### Secolul al XIV-lea
Republicile italiene Genoveză și Venețiană au obținut în secolele al XIII-lea și al XIV-lea statutul de extrateritorialitate pentru cartierele lor (Pera și Galata) din capitala Imperiului Bizantin, Constantinopol. Cele două republici au ajuns până acolo încât să se lupte între ele pentru un control mai amplu în Imperiul Bizantin slăbit.

### Imperiul Otoman
Între Sublima Poartă și puterile europene a fost semnată o  serie de tratate („Capitulații”) începând secolul al XVI-lea  până la începutul celui de-al XIX-lea. Caracterul închis al codului juridic otoman creat în perioada Tanzimatului a început să slăbească continuu prin răspândirea colonialismului european și prin generalizarea pozitivismului juridic. 
Legile și reglementările create pentru supușii otomani nu se aplicau de cele mai multe ori cetățenilor europeni implicați în afaceri și comerț în provinciile imperiului și astfel diferite  capitulații au fost puse în aplicare în relație cu diferite puteri străine. Diferitele legi guvernamentale care se suprapuneau au dus la pluralismul juridic, ceea ce a lăsat în responsabilitatea marilor puteri să își organizeze propriile structuri juridice pentru a-și reprezenta cetățenii în străinătate.
Regimul capitulațiilor a încetat să aibă efect în Turcia în 1923 odată cu semnarea Tratatului de la Lausanne. În Egipt, capitulațiile au fost abolite prin  Convenția de la Montreux din 1949.

### India Britanică
În timpul celui de-al Doilea Război Mondial, militarii din rândul forțelor aliate prezente în India Britanică era supuse propriilor lor coduri militare prin Decretul Forțelor Aliate din 1942, iar militarii SUA erau guvernați în exclusivitate de propriile lor legi, chiar și în cazurile penale.

### Canada
Prințesa Margriet a Țărilor de Jos s-a născut  pe 19 ianuarie 1943 în Ottawa Civic Hospital (Ottawa, Ontario), deoarece familia ei locuia în Canada încă din 1940, după ce Olanda fusese ocupată de Germania Nazistă. Secția spitalului în care s-a născut prințesa Margriet a fost proclamată extrateritorială de către guvernul canadian. Scoaterea secției maternității în afara domeniului canadian a făcut ca ea să nu fie afiliată vreunei jurisdicții, din punct de vedere tehnic devenind teritoriu internațional. Această soluție a fost găsită pentru ca să asigure noului născut moștenirea doar a cetățeniei mamei sale, Juliana a Țărilor de Jos, adică doar olandeză, ceea ce s-ar fi dovedit extrem de important dacă copilul ar fi fost băiat, adică moștenitor al tronului.

### Asia Răsăriteană
Cele mai cunoscute cazuri de extrateritorialitate în Asia Răsăriteană au fost cele ale Chinei, Japoniei și Siamului secolului al XIX-lea, rezultate din ceea ce a devenit cunoscut ca „tratate inegale”. Cu toate acestea, practica extrateritorialității nu a fost limitată la secolul al XIX-lea sau la aceste națiuni, deoarece monarhii și guvernele din Asia Răsăriteană pre-modernă au revendicat în primul rând suveranitatea asupra oamenilor, mai degrabă decât a terenurilor.

#### China

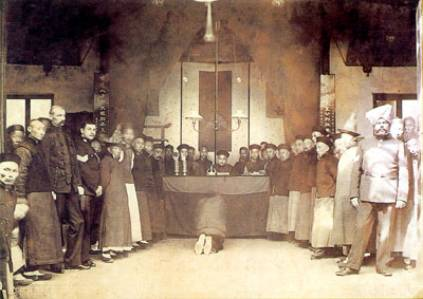
O ședință de judecată a Curții internaționale mixte din Shanghai prin anul 1905

Crearea extrateritorialității prin tratate internaționale „nu a fost introdusă în Asia de Est ex novo, ci a fost construită pe un edificiu juridic foarte vechi”. În Dinastia Qing, jurisdicția din China, cu un tratament diferențiat pentru supușii de etnie han și manciu, nu era determinat de geografie ci mai degrabă de identitatea etnică a persoanelor. De exemplu, membrii elitei manciuriene conducătoare avea privilegii legale care îi plasau în afara jurisdicției al administratorilor locali de etnie chineză.
Mai înainte de semnarea Tratatului de la Nanking, care a pus capăt Primului Război al Opiului, comercianții străini nu erau mulțumiți de starea sistemului juridic al dinastiei Qing. Comercianții britanici erau „bănuitori fața  de ceea ce considerau o tendință în ordinea juridică Qing de a impune responsabilitatea colectivă; de asemenea ei erau nemulțumiți de practica chineză de impunere a pedepsei cu moartea în cazurile de omor accidental”. După un caz controversat din 1784 în care un artilerist britanic a fost executat pentru uciderea accidentală a unui supus chinez, oficialii Companiei Britanice a Indiei de Est, au avut în general grijă să îi scoată din țară pe britanici mai înainte ca oficialii chinezi să poată reacționa.
Oferirea statutului de extrateritorialitate nu era ceva neobișnuit în China. În deceniul al patrulea al secolului al XIX-lea, când Imperiul Qing a semnat un tratat cu Hanatul uzbek al Khoqandului, a oferit privilegii extrateritoriale comercianților uzbeci. Și, de-a lungul secolelor, în relația cu comercianții străini, guvernul Qing a încercat rar să impună jurisdicție bazată pe suveranitatea teritorială, încredințând în schimb judecarea străinilor autorității statelor lor de origine în practic toate cazurile, cu excepția celor de omucidere.
La negocierile Tratatului de la Nanjing, negociatorii Qing au extins cu ușurință o prevedere de extrateritorialitate. Cassel scria „comisarul imperial și nobilul manciurian Qiying au acordat cu ușurință privilegii de extrateritoriale britanicilor într-un schimb de note cu Pottinger [plenipotențiarul britanic] în momentul încheierii tratatului”. Aceasta era în concordanță cu practicile guvernului Qing din acea acea vreme, unde suveranitatea era deținută de popoare și nu impusă teritorial. O înțelegere mai detaliată cu privire la extrateritorialitate a fost încheiată în 1843 în Tratatul de la Bogue, în care se specifica că „Britanicii urmează să fie pedepsiți în conformitate cu dreptul englez, iar chinezii urmează să fie «judecați și pedepsiți de propriile lor legi»”. Aceste dispoziții s-au aplicat doar porturilor deschise accesului străinilor conform tratatului, deoarece acestora li s-a interzis accesul în interiorul teritoriului chinez. În baza edictului imperial de la începutul anului, aceste privilegii au fost extinse la majoritatea cetățenilor țărilor occidentale. Alte națiuni au dorit asigurări suplimentare și garanții. De exemplu Statele Unite au negociat Tratatul de la Wangxia, care prevede la articolul 21:
„Cetățenii Chinei, care pot fi vinovați de orice faptă penală față de cetățenii Statelor Unite, vor fi arestați și pedepsiți de autoritățile chineze în conformitate cu legile Chinei, iar cetățenii Statelor Unite, care pot comite vreo crimă în China, vor urma să fie judecați și pedepsiți numai de consul sau de alt funcționar public al Statelor Unite autorizat în conformitate cu legile Statelor Unite.”
Tratatul de la Wangxia prevedea în articolul 3 și 33 excepții pentru cetățenii americani care se implicau în comerțul cu opiu și pentru vasele americane care se implicau în operațiuni comerciale în alte porturi decât cele stabilite în tratat. Vasele americane care încălcau  prevederile tratatului urmau să fie confiscate de guvernul chinez. În mod similar, guvernul francez  a căutat să obțină protecție pentru cetățenii săi în  Tratatul de la Huangpu. În acest tratat a fost introdusă distincția dintre jurisdicția civilă și penală, care nu exista în dreptul chinez, iar francezii au obținut protecția completă a legii chineze în afara ariilor concesionate.
Trataul sino-britanic de la Tianjin, care a pus capăt celui de-al doilea Război al Opiului, a extins drepturile cetățenilor străini, care primeau dreptul să călătorească în interiorul Chinei dacă dețineau un pașaport valabil. Cu toate acestea, drepturile extrateritoriale nu au fost extinse în afara porturilor stabilite prin tratate. Clauze similare au fost asigurate puterilor occidentale prin „clauza națiunii celei mai favorizate”: toate privilegiile pe care China le asigura unei puteri avea să fie extinsă în mod automat tuturor celorlalte state. În 1868, câd au fost renegociate tratatele care au pus capăt Războaielor Opiului, comercianții britanici au cerut insistent ridicarea restricțiilor de călătorie în interiorul teritoriului chinez. Poziția chinezilor a fost inflexibilă: această restricție putea fi ridicată doar dacă era abolit privilegiul extrateritorialității. Cum nu s-a ajuns la un compromis, guvernul Qing a reușit să prevină stabilirea cetățenilor străini apărați de privilegiile extrateritorialității în interiorul Chinei.
Drepturile legate de extrateritorialitate nu au fost limitate doar la cetățenii națiunilor Europei Occidentale. În cadrul Tratatului de la Tianjin din 1871, Japonia și China și-au acordat reciproc drepturi extrateritoriale. China, la rândul ei, a impus drepturi reciproce de extrateritorialitate pentru cetățenii săi în Coreea în secolul al XIX-lea. Cu toate acestea, în 1895, China a renunțat în mod unilateral la drepturile de extrateritorialitate în Japonia prin prevederile  Tratatului de la Shimonoseki.

##### Curtea Mixtă Internațională
Cel mai important port dintre cele stabilite după Războaiele Opiumului a fost Shanghaiul, unde prevederile vagi de extrateritorialitate din diferitele tratate au fost puse în aplicare în cel mai complex mod. Cele două tribunale importante care judecau cazurile extrateritoriale au fost Curtea Mixtă din Concesiunea Internațională și Curtea Supremă Britanică pentru China. Curți de justiție similare au fost înființate pentru statele cu care China avea tratate, de exemplu cu SUA – Curtea Statelor Unite pentru China. Aceste tribunale aveau jurisdicția asupra regiunilor concesiunilor, care rămâneau din punct de vedere legal sub suveranitatea Chinei. La început, chinezii care comiteau infracțiuni în zonele de extrateritorialitate erau predați autorităților chineze.
Prăbușirea autorități guvernului dinastiei Qing în Shanghai în timpul rebeliunii „Regatului Ceresc al Marii Păci” a dus la mutarea unui număr mare de chinezi în zonele internaționale, unde li s-a interzis în mod ostentativ să închirieze proprietăți. Dată fiind lipsa administrației Qing, cetățenii care locuiau în concesiunile internaționale, răspunzători din punct de vedere legal  în fața legilor chineze, erau de facto supuși tribunalelor străine, care existau în regiune și care funcționau fără întrerupere. 
Guvernul Qing a fost nemulțumit de această stare de fapt și, în 1864, au fost înființate „Curțile Mixte”, funcționarii chinezi numiți de guvern cooperând cu consulii străini pentru stabilirea unor verdicte echitabile. Aceste tribunale judecau în conformitate cu legile chineze, iar în competența lor intrau supușii chinezi și „străinii nereprezentați”, adică cetățenii statelor care nu aveau tratate cu China. Aproximativ în același timp, britanicii și-au mutat instanța principală pentru cauze extrateritoriale de la Hong Kong în concesiunea britanică din Shanghai, parțial sub presiunea oficialilor Qing, care erau îngrijorați de practica britanicilor, care își trimitea supușii în Regatul Unit pentru executarea pedepselor. În instanțele extrateritoriale britanice, deși oficialii chinezi erau prezenți, ei erau împiedicați să participe activ.
Pe de altă parte, atunci când la Curtea Mixtă erau judecate procese în care părțile erau doar chineze, influența străină era puternic diminuată. Curtea internațională era pentru guvernul Qing un simbol al jurisdicției extrateritoriale asupra comunității chineze prezente în concesiunile internaționale, în care chinezii erau considerați străini.  În ultimul deceniu de existență a dinastiei Qing, odată cu creșterea sentimentelor naționaliste, problemele asociate cu diferitele jurisdicții au deveni absolut evidente atunci când revoluționarii foloseau protecția oferită de extrateritorialitate ca să încalce legile regimului Qing precum cele împotriva rebeliunilor și  ofenselor aduse suveranului (lèse-majesté).

##### Sfârșitul extrateritorialității în China
La începutul secolului al XX-lea, unele puteri occidentale ar fi fost dispuse să renunțe la drepturile de extrateritorialitate datorită reformelor legilor din China. De exemplu, în tratatul sino-britanic din 1902, articolul 12 prevedea:
„Dat fiind faptul că China și-a exprimat o dorință puternică de a-și reforma sistemul judiciar ... [Marea Britanie] va... lua în considerație renunțarea la drepturile ei de extrateritoriale atunci când va fi convinsă de faptul că statutul legilor chineze, rânduiala pentru administrația ei și alte considerente va justifica să facă acest lucru.”
Legile dinastiei Qing nu făceau o distincție formală între dreptul civil și cel penal. În ciuda faptului că eforturile de reformă legală au fost urmărite cu seriozitate în ultimul deceniu a’ dinastiei Qing, ceea ce a fost adoptat nu a reușit de fapt să reformeze în mod semnificativ această lipsă de prevederi legale cu privire la contracte, mediu de afaceri sau comerț.
După prăbușirea guvernului chinez în 1911 și vidul administrativ care a urmat, membrii chinezi ai Curții Mixte au fost numiți mai apoi de puterile occidentale, punând toți locuitorii con concesiunii internaționale sub jurisdicția străină „de facto”. Succesele din Expediția Nordică au crescut autoritatea Republicii Chineze după anul 1920, ceea ce a făcut ca guvernele străine să cedeze de bună voie porturile concesionate mai puțin importante. Cu toate acestea, puterile străine nu au dorit să renunțe la Shanghai sau la privilegiile de care se bucurau aici. Shanghaiul  rămăsese cel mai important centru economic și port dintre cele care fuseseră concesionate, chiar dacă celelalte fuseseră dezafectate. Abia după o confruntare din 1925 între poliția din Shanghai și manifestanții naționaliști, autoritățile chineze au refuzat să aplice verdictele Curții Mixte. Acest lucru a dus la desființarea sa în 1927 și înlocuirea cu o instanță locală condusă de chinezi.
În 1921, la Conferința Privind Limitarea Armamentului de la Washington, a fost semnată de către părțile interesate o rezoluție internațională  care exprimă dorința încetării extrateritorialității în China, odată ce un sistem juridic satisfăcător era creat în China. Ca urmare a acestei rezoluții, a fost înființată în 1926 o comisie care a publicat un raport detaliat care conținea constatările făcute și recomandările pentru modernizarea sistemului legal chinez.
Extrateritorialitatea în Chin pentru cetățenii străini, alții decât personalul diplomatic, a încetat de-a lungul secolului al XX-lea. Statutul cu privire la diferitele puteri străine cu care China avea relații diplomatice în 1937 era astfel:
| A încetat să aibă efect                                                   | Fără drepturi extrateritoriale                                                                                    | Urma să renunțe la privilegii „când toate celelalte puteri aveau să o facă”     | Extraeritorialitatea a continuat să aibă efect                             |
| ------------------------------------------------------------------------- | --- | ------------------------------------------------------------------------------- | -------------------------------------------------------------------------- |
| Germania · Austria · Ungaria · Uniunea Sovietică · Mexic (caduc din 1928) | Bolivia · Chile · Cehoslovacia · Finlanda · Grecia · Iran · Polonia · Turcia · Cuba · Uruguay · Panama · Bulgaria | Belgia · Italia · Spania · Danemarca · Portugalia · Norvegia · Suedia · Elveția | Brazilia · Franța · Regatul Unit · Japonia · Țările de Jos · Statele Unite |

Imperiul German și Austro-Ungaria și-au pierdut privilegiie în China în 1917, după ce China s-a alăturat Antantei in Primul Război Mondial. The Russian revolution also removed Russia from their consuls' jurisdiction. While the Japanese had unilaterally imposed extraterritoriality in the 1895 Treaty of Shimonoseki, competition between it and the Allies during the Second World War led to the abolishing of extraterritoriality in nearly all areas of China in 1943, with many legal instruments between many different states ostensibly representing China.
În cadrul competiției dintre Regatul Unit și Statele Unite pentru obținerea sprijinului politic al Chinei, cele două state au renunțat de bună voie la drepturile de extrateritorialitate prin semnarea unor tratate bilaterale. 

#### Urmări
Discuțiile legate de controlul jurisdicțional continuă până în zilele noastre. Cassel a scris: „extrateritorialitatea a lăsat mulți decidenți politici din China continentală cu o moștenire de suspiciuni profund resimțite față de dreptul internațional, organizațiile internaționale și, mai recent, drepturile omului”. Cu o parte din legitimitatea sa bazată pe pretențiile de consolidare a suveranității naționale și a integrității teritoriale, Constituția Republicii Populare Chineze afirmă în mod explicit că străinii trebuie să respecte legislația țării. Pe de altă parte, China revendică în temeiul articolului 10 din codul său penal dreptul de a judeca cetățenii chinezi pentru infracțiuni sunt comise în străinătate, chiar dacă aceștia au fost deja pedepsiți pentru ele. Acestea decurg din revendicările semnificative despre importanța suveranității naționale, o reacție la limitarea sa în trecut, când aproape nicio țară nu a subliniat importanța suveranității lor mai mult decât o face China în ziua de azi.

#### Japonia
Japonia a recunoscut extrateritorialitatea în tratatele semnate cu Statele Unite, Regatul Unit, Franța, Țările de Jos și Rusia în 1858, in legătură cu un concept cunoscut cu numele de „Clauza națiunii cea mai favorizată”. Diferite tratate comerciale au extins protecția extrateritorialității în Japonia pentru diferite alte state în 1873. Cele mai multe state au exercitat jurisdicția extrateritorială prin intermediul tribunalelor consulare. Regatul Unit a înființat Curtea Britanică pentru Japonia în 1879.
În 1878, în Japonia locuiau doar 2.389 de străini care nu erau chinezi, care aveau limitări stricte ale libertății de mișcare.  Aceste limitări au însemnat că străinii din Japonia nu au putut să comită infracțiuni fără a exista posibilitatea să fie pedepsiți, spre deosebire de China, unde străinilor li s-a acordat permisiunea să călătorească în interiorul țării  după controlul pașapoartelor. Această abordarea era mai degrabă una pragmatică: în contextul dorinței statului japonez de  eliminare a tuturor  jurisdicțiile concurente și a solicitărilor pentru o reformă legală bazată pe modelele acelor jurisdicții, guvernul japonez a dorit să elimine posibilitatea constituirii unor instanțe străine.
După ce a convins puterile occidentale că sistemul său legal era „suficient de modern”, Japonia a reușit să modifice statutul de inegalitate din tratatele cu Regatul Unit când, în Tratatul din 1894, Londra a fost de acord să renunțe la drepturile sale extrateritoriale în următorii cinci ani.  Tratate similare au fost semnate în aceeași perioadă cu alte puteri care se bucurau de drepturi de extrateritorialitate. Toate aceste tratate au pus capăt în 1899 extrateritorialității în Japonia.
După victoria aliaților din 1945, Pactul de Asistență pentru Securitate Reciprocă și  tratatele care i-au urmat, semnat de SUA și Japonia, le-a asigurat personalului militar american de la baza din Okinawa jurisdicții extrateritoriale.

#### Siam
Regele Mongkut (Rama IV) al Siamului a semnat Tratatul Bowring prin care a acordat dreptul de extraritorialitate britanicilor în 1855. Sir Robert Hermann Schomburgk, consulul general britanic in 1859 – 1864, relata într-o scrisoare trimisă vărului său pe 6 septembrie 1860 despre pregătirea sa juridică și responsabilitățile pe care le-a avut la post. Mai târziu ai fost semnate tratate inegale cu alte 13 puteri europene și cu Japonia. Au fost anulate drepturile de extrateritorialitate pentru Imperiul German și Austro-Ungaria în 1917.
În 1925–1926, tratatele au fost revizuite pentru a prevedea încetarea jurisdicției consulare, iar resortisanții părților la tratat urmau să intre sub jurisdicția instanțelor tailandeze după modificarea tuturor codurilor legale thailandeze plus o perioadă de 5 ani. Până în 1930, extrateritorialitatea nu mai era în vigoare. După ce monarhia absolută a fost înlocuită cu monarhia constituțională după revoluția pașnică din 1932, guvernul constituțional a promulgat o serie de coduri de legi, punând bazele pentru noile tratate semnate în 1937–1938, care aveau să ducă la încetarea completă a drepturilor de extrateritorialitate.
| Abolită în 1917                  | Abolită în 1937-1938 |
| -------------------------------- | --- |
| Imperiul German · Austro-Ungaria | Elveția · Belgia · Luxemburg · Danemarca · Suedia · Statele Unite · Norvegia · Regatul Unit · Italia · Franța · Japonia · Olanda · Portugalia |

## Extrateritorialitatea astăzi
- Țările care au cedat un anumit control asupra teritoriului lor (de exemplu, dreptul de a intra liber în scopul aplicării legii) fără a ceda suveranitatea:
  - Proprietățile Sfântului Scaun în Italia (în afara Vaticanului).
  - Sediile Ordinului Cavalerilor de Malta din Roma
  - Fortul St. Angelo din Malta.[60]
  - Mormântul lui Suleyman Șah din Siria
  - Sediile ONU din New York, birourile ONU din Geneva, Viena, Nairobi, Haga (Curtea Internațională de Justiție), Hamburg (Tribunalul Internațional pentru Dreptul Mării), Copenhaga și altele.
  - CERN (Organizația Europeană pentru Cercetare Nucleară) – pentru o mai ușoară gestionare a problemelor, unele obiective care se află în Franța sunt sub jurisdicția Elveției.
  - Birourile Oficiilor Europene de Brevete din München, Berlin și Haga
  - Longwood House de pe Insula Sfânta Elena
  - Sediul central al Organizației Maritime Internaționale din Londra[61]
  - Canalul Saimaa, aflat parțial pe teritoriul rusesc, partea din Rusia fiind închiriată de Finlanda.
  - Bazinul portului din Shenzhen, unde zona portului este închiriată de Shenzhen Hong Kongului. Aici se aplică legile din Hong Kong, deși atât Shenzhen cât și Hong Kong sunt în aceeași țară. Hong Kong are în continuare un drept jurisprudențial diferit de restul Chinei.[62]
  - Concesiuni speciale pentru cimitire și monumente comemorative. Guvernele naționale pot să dețină de asemenea proprietăți sau concesii speciale în alte țări gazdă, fără să obțină niciun fel de jurisdicție legală sau suveranitate, caz în care acestea sunt tratate în mod similar cu alți deători de proprietăți private. Un exemplu este proprietatea asupra terenurilor din cadrul Memorialului John F. Kennedy din Runnymede, care a fost cedată Statelor Unite de către Regatul Unit printr-o lege din 1964.[63] Alte exemple al acestui tip special de concesiune sunt cimitirele și monumeletele administrate de American Battle Monuments Commission. Astfel de cimitire și monumente se găsesc în țări diferite precum Belgia, Cuba, Franța, Gibraltar, Italia, Luxemburg, Mexic, Maroc, Olanda, Panama, Papua Noua Guinee, Filipine, Insulele Solomon, Tunisia și Regatul Unit.[64] Unul dintre cele mai cunoscute monumente dintre acestea este Cimitirul american și memorialul din Normandia din Franța.
  - Diferite porturi libere existente în afara principalelor zone vamale ale țărilor gazdă.
  - Acordul SUA-Japonia privind statutul forțelor armate
  - SHAPE din Belgia
  - Baza aeriană Hmeimim din Siria este închiriată guvernului Rusiei pentru o perioadă de 49 de ani, guvernul rus având jurisdicție extrateritorială asupra bazei aeriene și a personalului de pe teritoriul ei.[65][66]
  - Stația spațială a Chinei din Patagonia, Argentina

- Spre deosebire de opinia generală, misiunile diplomatice nu se bucură, în general, de statut extrateritorial deplin și nu sunt teritoriul suveran al statului reprezentat.[67]

## Resurse internet
- Columbia Encyclopedia—"Extraterritoriality"
- Shih Shun Liu, Extraterritoriality, Its Rise and Its Decline (1925)
- Frelinghuysen, Frederick T. (29 aprilie 1882). Extraterritoriality: A Letter from the Secretary of State to the Chairman of the Senate Committee on Foreign Relations concerning the judicial exercise of extraterritorial rights conferred upon the United States. Washington, DC: United States Government Publishing Office.
- Law Ministry of India Arhivat în 4 martie 2016, la Wayback Machine.